# 高木東六
高木 東六（たかぎ とうろく、1904年7月7日 - 2006年8月25日）は、主に昭和期に活躍した日本の作曲家、ピアニスト。別名に鳥羽 俊三（とば しゅんぞう）。

## 人物・来歴
現在の鳥取県米子市に正教会の神父（司祭）の子として生まれる（本籍地は岡山市）。現在の茨城県北茨城市磯原町にて育ち、幼い頃より音楽教育を受けた。1924年に東京音楽学校（現・東京藝術大学音楽学部）ピアノ科に入学し、橘糸重、高折宮次、レオニード・コハンスキに師事。しかし1928年に学内の事情で中退を余儀なくされフランスに留学し、パリ音楽院教授アルマン・フェルテ（Armand Ferté、1881-1973）に1年間ピアノを師事した後、スコラ・カントルムでポール・ブロー（Paul Braud）にピアノを、ヴァンサン・ダンディに作曲を学び、またガブリエル・ピエルネからも多くの教示を受けた。1932年に卒業して帰国し、フランス滞在中に知り合った山田耕筰の勧めで作曲家に転向した。管弦楽曲「朝鮮風舞踊組曲」が1940年に新京音楽院賞に1位入選、1942年には文部大臣賞を受賞している。1939年からオペラ「春香」の作曲を行うも1945年5月の空襲により東京の自宅は全焼し、楽譜も焼失した。高木も失意の中、長野県伊那市に疎開する。そこで「春香」の再作曲の依頼を受け、1947年「春香」二作目が完成、翌1948年に初演された。帝国音楽学校ピアノ科主任教授、東京エコール・ド・シャンソン校長、岐阜女子短期大学教授（1970年から1975年）を務めた。高木の教え子に北村維章、大河原力がいる。
高木の作曲した音楽はオペラ、ピアノ曲などのクラシック音楽に留まらず、シャンソンやポピュラー曲など多岐に亘った。だが、演歌や歌謡曲に関しては「喜びや笑い、ユーモアがない」や「メロディーが暗くて絶望的。歌詞も星、涙、港と百年一日である」と公言するほど、批判的な意見で有名だった（しかし、演歌歌手の島津亜矢が少女時代にデビューした際、藤山一郎とともに絶賛したという逸話も伝えられている）。
またテレビでもNHKの「あなたのメロディー」やTBSの「家族そろって歌合戦」に長きに亘り、審査員として出演。持ち前のユーモアと辛口さを織り交ぜたコメントでお茶の間でも知られるようになった。特に全国を巡回しての公開視聴者参加型番組であった「家族そろって歌合戦」では審査員紹介の際に毎週、会場となった土地にちなむ俳句を披露することで有名であった。
その後、高齢者の合唱団の指揮・指導など90歳を越えても現役で活躍していた。
1980年に勲四等旭日小綬章を受章、1982年に日本童謡賞を受賞、1997年には米子市市民栄光賞を受賞した。2004年より伊那市名誉市民となる。
2006年8月25日、肺炎のため埼玉県内の病院で大往生した。102歳没。高木は日本ハリストス正教会に所属する正教徒であったため、埋葬式は8月28日にニコライ堂で行われた。聖名はアファナシイ。これはギリシャ語語源で「不死の者」を意味する。高木の最も有名な弟子でもある作曲家の平義久には前年に先立たれていた。
自身の女性遍歴等を綴った『とうろくらぷそでぃ』（サンケイ新聞社出版局、1969年）など著書多数。

## 主要作品

### オペラ・舞台作品
- バレエ組曲「鶴」（1939年）
- バレエ組曲「前進の脈動」（1940年）
- 舞踊組曲「アイヌの幻想」（独唱と合唱を伴う2管編成、1941年）
- 歌劇「春香」（1938年～1942年、1946年に改作）
- 舞踊組曲「夢現」（1946年）
- バレエ組曲「舞姫タイス」
- 歌劇「唐人お吉｣

### 管弦楽曲
- 組曲「タンゴのパロディ」（1927年）
- フランス風タンゴ（1927年）
- 朝鮮の幻想（1939年）
- 尺八と箏のための協奏曲（1940年、久本玄智原曲）
- 朝鮮風舞踊組曲（1940年） - 新京音楽院賞第1位、文部大臣賞（第3楽章「太鼓」）
- 組曲「満洲みやげ」（1941年）
- 行進曲「吾等の日章旗」（1941年）
- ピアノ協奏曲第1番「典雅なる舞曲」（1942年）
- 舞踊組曲「日本」（1942年）
- 子供のための少国民交響楽（1942年）
- 日本民謡組曲（1942年）
- 南方組曲（1942年）
- ピアノ協奏曲第2番「前奏と諧謔」（1944年）
- チェロ協奏曲「タンゴ幻想曲」（1944年） - 倉田高に捧ぐ
- 疎開学童風景組曲（1945年）
- タンゴ二題（1945年）
- 花の舞踊三題（1945年）
- 一寸法師組曲（合唱と2管編成）
- 仮衣装のワルツ（青木爽のオペレッタ）

### 歌謡曲・歌曲
- 「空の神兵」（作詞：梅木三郎、歌：鳴海信輔・四家文子、灰田勝彦・大谷冽子）
- 「水色のワルツ」（作詞：藤浦洸、歌：二葉あき子）（ピアノ用変奏曲もある）
- 「あまんじゃくの歌」（作詞：深尾須磨子、歌：美空ひばり）
- 「浅き春に寄せて」（作詞: 立原道造）
- 「夢見たものは」（作詞: 立原道造）
- 「テラス」（作詞: 高木東六）

### 合唱曲
- 赤い機関車（詩：高田敏子 第37回NHK全国学校音楽コンクール高等学校の部課題曲）

### 童謡
- 「よいおへんじ」
- 「チップタップロンロン」

### その他
- 「ヨコハマさわやかさん」（横浜市ごみ収集車音楽）
- 「裏大山小唄」（鳥取県江府町ご当地ソング）

### 映画音楽
- 空の神兵（渡辺義実監督、1942年）
- 風にそよぐ葦 前篇（春原政久監督、1951年）
- 殉愛（鈴木英夫監督、1956年）

### 校歌
- 御殿場市立御殿場南小学校校歌（作曲）
- 横浜国立大学教育学部附属横浜小学校 校歌（作曲）
- 焼津市立大村中学校 校歌（作曲）
- 前橋市立元総社小学校校歌（作曲）
- 茨城県立守谷高等学校校歌（作曲）
- 水戸市立第一中学校々歌（作曲）
- 茨城女子短期大学校歌（作曲）
- 学校法人関東学院学院歌（作曲）
- 相模女子大学校歌（作曲）
- 広島県立広島皆実高等学校校歌（作曲）
- 鳥取県立米子高等学校校歌（作詞・作曲）
- 北海道江差高等学校校歌（作曲）
- 北海道幕別高等学校（作曲）
- 千葉県立銚子高等学校旧校歌
- 柳川高等学校（旧柳川商業高等学校の校歌として作曲）
- 岐阜県立多治見北高等学校校歌
- 福井県立科学技術高等学校校歌（作曲）
- 垂井町立垂井小学校校歌（作曲）
- 小田原市立城北中学校校歌
- 杉並区立高井戸中学校校歌（作曲）
- 足立区立西伊興小学校校歌（作曲）
- 横浜市立大曽根小学校校歌（作曲）
- 横浜市立大口台小学校校歌（作詞・作曲）
- 横浜市立都田西小学校校歌（作詞・作曲）
- 横浜市立馬場小学校校歌（作曲）
- 横浜市立すすき野小学校校歌（作詞・作曲）
- 横浜市立奈良小学校校歌（作詞・作曲）
- 横浜市立相武山小学校校歌（作曲）
- 横浜市立寺尾小学校校歌  (作曲)
- 横須賀市立森崎小学校校歌（作曲）
- 相模原市立小山中学校校歌（作曲）
- 茨城県立日立北高等学校校歌（作詞・作曲）
- 日立市立多賀中学校校歌（作曲）
- 北茨城市立常北中学校校歌（作曲）
- 坂東市立七郷小学校校歌（作詞・作曲）
- 岡山県立玉島商業高等学校校歌（作曲）
- 佐賀県立佐賀東高等学校校歌（作曲）
- 富士市立元吉原中学校校歌（作曲）
- 横浜市立旭中学校校歌（作曲）
- 神戸市立鷹取中学校校歌（作曲）
- 横浜市立中尾小学校（作詞・作曲）
- 江戸川区立第四葛西小学校（作曲）
- 江戸川区立第七葛西小学校校歌
- 杉並区立高井戸中学校校歌（作曲）
- 江津市立桜江中学校校歌
- 大阪府立園芸高等学校校歌（作曲）
- 入間市立扇小学校校歌（作曲）
- 埼玉県立松山女子高等学校校歌（作曲）
- 滝川市立江部乙中学校校歌〔旧 江部乙町立北辰中学校校歌〕（作曲）
- 徳島県立農林水産総合技術支援センター農業大学校校歌（作曲）
- 安曇野市立三郷小学校校歌（作曲）
- 塩尻市立広丘小学校校歌（作曲）
- 長野県岩村田高等学校（作曲）
- 大町市立西小学校（作曲）
- 船橋市立行田西小学校(作詞・作曲)
- 奥州市立水沢中学校（作曲）

### 社歌
- 竹中工務店店歌（作曲。作詞：竹中郁）－1953年
- 東京ガス社歌『聖なる火』（作曲。作詞：野上彰）－1955年
- 共栄火災海上保険相互会社社歌（作曲。作詞＝社内公募、補作：藤浦洸）－1964年[4]
- 日本板硝子社歌（作曲。作詞：藤浦洸）－1968年
- 神奈川臨海鉄道社歌（作曲。作詞：佐伯亮）－1978年

## 著書
- ピアノ演奏技巧 高木東六 著 春秋社 1933 (世界音楽講座 ; Ⅲ-18)
- 世界音楽全集 第89 高木東六, 春秋社 1936
- フランスピアノ小曲集 高木東六 編 共益商社書店 1936
- 世界音楽全集 : 標準版 [第6-7] 山田耕筰, 高木東六, 春秋社 1937
- 行進曲と舞踊曲 高木東六 作曲 共益商社書店 1938
- スコラ・カントルムピアノ初等教本 高木東六, 服部龍太郎 共著 全音樂譜出版社 1949
- 美しい乙女 江間章子 作詞 高木東六 作曲,細川潤一 編曲 新興樂譜出版社 1952
- シャンソン 高木東六 著 修道社 1956
- 日本のメロディー 1 (夏のうた) 信時潔, 高木東六 監修 筑摩書房 1963
- 日本のメロディー 2 (山のうた) 信時潔, 高木東六 監修 筑摩書房 1963
- 日本のメロディー 3 (海のうた) 信時潔, 高木東六 監修 筑摩書房 1963
- 日本のメロディー 7 (民謡風のうた) 信時潔, 高木東六 監修 筑摩書房 1963
- リズムの道化師 : たのしいピアノ連弾曲集 高木東六 作曲 創彩社 1963
- 日本のメロディー 11 (母と子のうた) 信時潔, 高木東六 監修 筑摩書房 1964
- ぼくの音楽論 : とくにお母さんのために 高木東六 著 日本放送出版協会 1968
- とうろくらぷそでい 高木東六 著 サンケイ新聞社出版局 1969、中公文庫 1982
- シャンソン 高木東六 著 修道社 1971
- ドレミファ談義 高木東六 著 日本経済新聞社 1971
- ストリッパー交響楽 高木東六 著 昭文社出版部 1972
- あなたもメロディーが作れる 高木東六 著 社会思想社 1972 (現代教養文庫)
- 声占い : とうろく聖談 音声に関する珍考・漫考 高木東六 著 サンケイ新聞社出版局 1975 (Sankei drama books)
- 家族そろって歌合戦 コーラス編 高木東六 編 成美堂出版 1976 (音楽新書)
- 日本童謡集 高木東六 編 成美堂出版 1976 (音楽新書)
- 日本民謡集 高木東六 編 成美堂出版 1976 (音楽新書)
- 愛の夜想曲 高木東六 著 講談社 1985。復刻版、日本図書センター(人間の記録） 2003
- 露ひとつぶ : 鳥羽貞子作詞集 鳥羽貞子 著。高木東六 [ほか]作曲・編曲 揺籃社 1985
- のらねこサムのクリスマス こやま峰子 文、宮本忠夫 絵、高木東六 作曲 アリス館 1988
- 高木東六最新作曲集　ザルツブルグの鐘　音楽之友社 1992
- シューベルト = Franz Peter Schubert 高木東六 監修,よこたとくお 漫画 学習研究社 2008 (学研音楽まんがシリーズ)
- お空の海へ : 唄って味わう野口雨情の世界 [中山晋平, 本居長世, 高木東六, 藤井清水] [作曲],西條和子 監修,野口不二子 著,春日麻江 野菜染め和紙切り絵 ほおずき書籍 2008
- ライブラリー・日本人のフランス体験 第14巻 和田博文 監修 (高木の対談を含む） 柏書房 2010
- NHKわたしの自叙伝 17 (文化・芸術 3) 渡辺暁雄, 高木東六 [述] NHKサービスセンター 2012 (NHK CD)

## 関連人物
- 獅子てんや・瀬戸わんや
- 笠置シヅ子
- 市川昭介
- 神津善行